# Mjobergia fulviguttata
Mjobergia fulviguttata is een insect uit de familie van de mierenleeuwen (Myrmeleontidae), die tot de orde netvleugeligen (Neuroptera) behoort. 
Mjobergia fulviguttata is voor het eerst wetenschappelijk beschreven door Esben-Petersen in 1918.